# Ona Moody
Ona Moody (Amsterdam, 29 juli 1997) is een Nederlands-Zimbabwaans model en schoonheidskoningin, winnaar van de Miss Nederland 2022-wedstrijd.

## Biografie
Moody werd geboren in Amsterdam en heeft een Zimbabwaanse vader en een Nederlandse moeder. Ze volgde de Open Schoolgemeenschap Bijlmer en het Lucia Marthas Instituut voor Uitvoerende Kunsten in Amsterdam.
Op 4 september 2022 nam Moody het op tegen tien andere kandidaten tijdens de Miss Nederland 2022-verkiezing in Studio 21 in Hilversum. Moody won de titel en volgde daarmee Julia Sinning op. Ze vertegenwoordigde Nederland op Miss Universe 2022.
In 2024 deed Moody mee aan het televisieprogramma De Alleskunner VIPS waarin ze als vijfde afviel en daarmee op de 56ste plaats eindigde. In 2025 deed ze mee aan De kwis met ballen.